# Immanuel Wallerstein
Immanuel Wallerstein (New York, 1930. szeptember 28. – Branford, Connecticut, 2019. augusztus 31.) amerikai szociológus, társadalomtörténész. Nevét a részben az általa kidolgozott ún. világrendszer-elmélet, számtalan tudományos munkája és a világ állapotáról kéthavonta megjelenő értékelései tették világszerte ismertté.

## Pályafutása
A Columbia Egyetemen 1951-ben BA, 1954-ben MA, majd 1959-ben PhD fokozatot szerzett. 1971-ben a McGill Egyetemen professzori fokozatot kapott. 1973-ban az African Studies Association elnöke volt. 1976 és 1999 között Binghamton Egyetemen a szociológia professzora, valamint ugyanott 2005-ig a Fernand Braudelről elnevezett kutatóintézet (Fernand Braudel Center for the Study of Economies, Historical Systems and Civilization) vezetője volt.
Wallerstein a világ számos egyetemén volt vendégprofesszor, számos díszdoktori cím birtokosa. 1994 és 1998 között a párizsi École des Hautes Études en Sciences Sociales (ÉHESS) egyik vezetője volt, ugyanakkor a Nemzetközi Szociológiai Társaság elnöki tisztét is betöltötte. Az 1990-es évek során a társadalomtudományok következő 50 évének főbb kutatási területét kijelölő ún. Gulbenkian Bizottság (Gulbenkian Commission on the Restructuring of the Social Sciences) tagja volt.
Tagja volt a Social Evolution & History című folyóirat tanácsadó bizottságának.
2003-ban az Amerikai Szociológiai Társaságtól életműdíjat kapott.
Rendszeres résztvevője volt a World Social Forumnak.

## Szellemi fejlődése
Wallerstein egyetemistaként kezdetben az indiai függetlenségi mozgalommal foglalkozott, egy 1951-es nemzetközi ifjúsági fórum hatására azonban a posztkoloniális Afrika felé fordult a figyelme. Érdeklődésének fókuszában jórészt ez a téma állt 1970-ig. Ezt követően a világkapitalizmus makroszintű kutatásával kezdett elméleti és történeti perspektívából foglalkozni. A globális kapitalizmus kritikájával Noam Chomsky-val és Pierre Bourdieu-vel együtt az antiglobalizáció szürke eminenciásává lépett elő.
Fő műve, A modern világgazdasági rendszer 4 kötetben jelent meg (1974, 1980, 1989 és 2011). Szemlélete elsősorban Karl Marx, Fernand Braudel, valamint a függőségi elméletek (dependencia-elméletek) befolyását mutatja. Nézőpontját az afrikai kutatások során szerzett tapasztalatai is befolyásolták. Maga Wallerstein azt állította, hogy munkáját az 1968-as "világforradalom", azaz a világon végigsöprő diákmegmozdulások hatására írta. Ekkoriban ő maga a Columbia Egyetemen tagja volt annak a bizottságnak, mely a diákok lecsillapítását volt hivatott szolgálni. Wallerstein 68 után számos írásában azt fejtegette, hogy a modern világrendszerben a liberalizmus megszűnt életképes ideológiának lenni.
Már a hidegháború időszakában is nagy jelentőséget tulajdonított az Észak-Dél szembenállásnak. 1980-tól az USA-t hanyatló hegemónként írta le. Ez az elképzelése különösen az iraki háború után terjedt el széles körben. Wallerstein szerint a világkapitalizmus rendszere egyre nagyobb és nagyobb tömegek számára hozott nyomort a Földön, ezért a kapitalizmust hamarosan felváltja a szocialista gazdaság.
Kritikusai kiemelik, hogy elhanyagolja a kulturális struktúrák fontosságát, pusztán a gazdasági érdekek által vezérelt képződményeknek tekintve őket.
Összességében azonban nézőpontja számos elméletalkotóra (Andre Gunder Frank, Terence Hopkins, Samir Amin, Christopher Chase-Dunn és Giovanni Arrighi), valamint a globalizációellenes mozgalmakra volt nagy befolyással.

## Világrendszer-elmélete
Wallerstein szerint a világ különböző részeinek gazdaságai a XVI. századtól kezdődően egy nemzetközi munkamegosztásba kapcsolódnak – ezt nevezi világrendszernek, azaz egy olyan rendszernek, melyben valamennyi résztvevő működését a tőkefelhalmozás logikája határozza meg. A kapitalista világrendszer szükségszerűen kiterjedt az egész világra – ezzel egy kapitalista gazdasági egység, világgazdasági rendszer jött létre a történelem folyamán a nemzetközi cserekapcsolatok bővülésével. Az egységbe olvadt gazdaság folyamatait pedig a munka és a tőke szembenállása, és a fokozódó tőkefelhalmozás mozgatják. Emiatt elutasítja a Harmadik Világ megnevezést, mivel szerinte a Harmadik Világ országai is részesei a világgazdaságnak.
Elképzelése szerint a világrendszer egy hosszú folyamat eredményeként jött létre, mely a XVI. században kezdődött. Ekkor az egyes elszigetelt, 
lokális gazdasági egységeket a nagy földrajzi felfedezések nyomán a gyarmatosító országok összekapcsolták egy rendszerré. A folyamat kezdeti szakaszának nyertesei azok az államok lettek (Anglia, Franciaország, Hollandia), melyek meg tudták újítani a politikai és társadalmi berendezkedésüket, lebontva a középkori struktúrákat. A világgazdasági rendszer a XIX. századra alakult ki teljesen. A rendszer nem homogén sem kulturális tekintetben, sem pedig a politikai és gazdasági berendezkedéseket illetően, és Wallerstein szerint ezek a különbségek nem is feltétlenül fognak eltűnni a rendszer további átalakulásai során.
A világrendszert Wallerstein perifériára, félperifériára és centrumra (más néven magterületre) osztja. A centrum-periféria nem elsősorban földrajzi egységek, hanem a nemzetközi munkamegosztásban elfoglalt helyek: centrum, ahol a kapitalista gazdaság leginkább profitábilis termékei, azaz ún. vezértermékei kerülnek gyártásra. Centrumország az az ország, ahol a gazdaságban az ilyen termékek gyártása van túlsúlyban. Nézete szerint a rendszer létrejötte során a gyarmatosító országokon, azaz a centrumon kívüli területek először perifériaként léptek be a rendszerbe, alávetve a centrum gazdasági és politikai igényeinek. A periféria és a centrum között munkamegosztás jön létre: a periféria kezdetben csak nyersanyaggal és olcsó munkaerővel látja el a centrum fejlett iparát. A centrum-periféria viszonyban az egyenlőtlen csere, kizsákmányolás valósul meg: a centrum extraprofitra tesz szert, mikor olcsón vásárol a perifériától, és drágán ad el neki. A centrum-periféria nem köthető földrajzi helyhez, és nem örök időre fixált (lásd például Japán esete). A centrum-periféria közötti átmenet az ún félperiféria. A félperiféria a centrum országok viszonylatában periféria, a periféria vonatkozásában viszont centrum módjára viselkedik – kizsákmányolják, de maga is kizsákmányol. A félperifériába a XX. század végén Kelet-Európa, Kína, Brazília illetve Mexikó tartoznak. Periféria és centrum egy földrajzi egységen belül is létezhet, pl Izrael és arab államok viszonylatában.
A világrendszer legfőbb jellemzője az, hogy benne minden árucikké válik, melynek a piac kijelöli helyét és értékét. A rendszer egészének működését leginkább a Kondratyjev-ciklus segítségével lehet leírni.
Kritikusaira reagálva Wallerstein az utóbbi 2 évtizedben a modern világgazdasági rendszer kulturális struktúráira irányította vizsgálódásait. Ezek során megállapította, hogy a világrendszer kulturális fogalmai és értékei eurocentrikusak.

## Magyarországi fogadtatása
A magyarországi nagyközönség Wallerstein munkásságát az egyik legteljesebb mértékben a Fővárosi Szabó Ervin könyvtár Szociológiai Gyűjteményében ismerheti meg.
Az Eszmélet folyóirat rendszeresen közöl írásokat Wallersteintől, maga Wallerstein pedig a lap tanácsadója és védnöke volt.
2010. február 19-én Budapesten a Zrínyi Miklós Nemzetvédelmi Egyetemen díszdoktorrá avatták Wallersteint. Ennek kapcsán a magyar lapok számos interjút készítettek vele.

## Magyarul megjelent művei
- A társadalomtudomány és a mai társadalom
- A modern világgazdasági rendszer kialakulása. A tőkés mezőgazdaság és az európai világgazdaság eredete a XVI. században; utószó Szentes Tamás, jegyz. Forgács Péter, Várnai Gábor, ford. Bittera Dóra et al.; Gondolat, Bp., 1983 (Társadalomtudományi könyvtár) ISBN 9632812654
- A liberalizmus furcsa halála. Miszlivetz Ferenc három interjúja Immanuel Wallersteinnel. 1981, 1991, 2000; ISES Alapítvány, Bp.–Kőszeg–Szombathely, 2000 (ISES műhelytanulmányok sorozat)
- Miszlivetz Ferenc: A világrendszer ingája és a Jövőegyetem. Beszélgetések Immanuel Wallersteinnel; Savaria University Press, Szombathely, 2010 Online: itt.
- Bevezetés a világrendszer-elméletbe; ford. Koltai Mihály Bence; L'Harmattan–Eszmélet Alapítvány, Bp., 2010 (Eszmélet kiskönyvtár) ISBN 9789632362830
- A társadalomtudományok jövőjéért: nyitás és újjászervezés. A Gulbenkian Bizottság jelentése; többekkel, ford. Göbölyös Magdolna; Napvilág, Bp., 2002 (Critica) ISBN 9639350125

### Linkek
- Immanuel Wallerstein: Kuba visszatér!/ A kapitalizmus a végét járja / A neoliberális globalizáció vége/ A jelenlegi világhelyzetről: Rövid- és középtávú előrejelzések :http://www.gondolkodjunkegyutt.hu/spip.php?auteur125&debut_auteurs=20%5B%5D
- Immanuel Wallerstein: A rasszista albatrosz: https://web.archive.org/web/20081222030855/http://www.freeweb.hu/eszmelet/46/wallerstein46.html
- Immanuel Wallerstein: Marx és az alulfejlettség: https://web.archive.org/web/20090421090332/http://www.freeweb.hu/eszmelet/35/wallerstein35.html
- Immanuel Wallerstein: Az Egyesült Államok és Európa 1945-től napjainkig. http://www.freeweb.hu/eszmelet/63/wallerstein63.html%5B%5D
- Immanuel Wallerstein: A nyitott tér dilemmája: a Társadalmi Világfórum jövője: http://www.napkut.hu/naput_2005/2005_03/105.htm Archiválva 2010. március 27-i dátummal a Wayback Machine-ben
- Immanuel Wallerstein: Az EU egy félig felépített épület: http://www.euractiv.hu/nyomtathato-verzio/hirek/wallerstein-az-eu-egy-felig-felepitett-eplet-002356%5B%5D
- Immanuel Wallerstein: Kommentárok a válságról. http://www.freeweb.hu/eszmelet/52/wallerstein52.html%5B%5D
- 73. számú kommentár, 2001. szeptember 20. „Vigyázat! Az Egyesült Államok beavatkozása várható": http://www2.binghamton.edu/fbc/archive/73-hu.htm%5B%5D
- A Rednews interjúja Immanuel Wallerstein-nal: http://www.rednews.hu/exkluziv/politika/a-rednews-interjuja-immanuel-wallerstein-nal.html%5B%5D
- „Nem Amerikához köt a geopolitikai realitás”- A Magyar Nemzet interjúja Immanuel Wallersteinnel: http://www.mno.hu/portal/696186%5B%5D
- A viszonylagos szabad akarat pillanatában vagyunk? Miszlivetz Ferenc interjúja Immanuel Wallersteinnel: http://www.matud.iif.hu/2010/07/17.htm Archiválva 2016. május 3-i dátummal a Wayback Machine-ben
- Antopológia, szociológia és egyéb kétes diszciplínák: http://epa.oszk.hu/00000/00015/00034/pdf/09miapalya.pdf

### Videók
- Immanuel Wallerstein Magyarország geopolitikai helyzetéről: https://www.youtube.com/watch?v=2Z_lvhL45gc